# Elecciones estatales de Querétaro de 1985
Las elecciones estatales de Querétaro de 1985 tuvieron lugar el domingo 7 de julio de 1985, simultáneamente con las elecciones federales y en ellas fueron renovados los siguientes cargos de elección popular en el estado mexicano de Querétaro:
- Gobernador de Querétaro. Titular del poder ejecutivo del estado y electo para un periodo de seis años no renovables en ningún caso. El candidato electo fue Mariano Palacios Alcocer.
- 18 Ayuntamientos: Compuestos por un Presidente Municipal y regidores, electos para un periodo de tres años no reelegibles de manera inmediata.
- 25 Diputados al Congreso del Estado: 15 electos de manera directa por cada uno de los Distritos Electorales y 10 por un sistema de listas bajo el principio de representación proporcional.

## Candidatos

### Gobernador
|  | 12.6 % |

|  | 83.5 % |

|  | 0.6 % |

|  | 1.9 % |

|  | 0.5 % |

|  | 0.8 % |

### Municipios

#### Municipio de Querétaro
- Manuel Cevallos Urueta  Hecho

#### Municipio de San Juan del Río
- Federico Gómez Vázquez  Hecho

#### Municipio de Tequisquiapan
- Telésforo Trejo Uribe  Hecho